# 中部高原

中部高原の位置

中部高原（ちゅうぶこうげん、ベトナム語：Cao nguyên Trung bộ / 高原中部?）またはテイグエン（西原、ベトナム語：Tây Nguyên / 西原, 正し発音は「テイグイエン」ともいい）は、ベトナムを構成する地方の一つである。

## 地理
中部高原はコンゥトム高原（Kon Tum Plateau、500m）、プレイク高原（Pleiku Plateau、800m）、ダクラク高原（Đắk Lắk Plateau、800m）などから成っている。

## 歴史
この地方は、キン族以外の先住民族が古くから居住していた地域であり、ジャライ族（Jarai）、エデ族（E De）などマレー・ポリネシア語派、バーナー族、セダン族（Xo Dang）、コホ族（Co Ho）など多様な民族が現在でも多く存在している。
かつてはチャンパ、カンボジア、ラオスなどが緩やかな宗主権を主張していた。
しかし19世紀、インドシナ半島を支配してきたフランスが阮朝の宗主権を認める形式でベトナム（安南）に組み込んだ。また、第一次世界大戦後にはゴム、コーヒーなどのプランテーションが拡大、設置された。
ベトナム戦争時、中部高原ではエデ族などがフルロ（FULRO, 被制圧民族闘争統一戦線）を結成し、南北ベトナム政府から独立を目指す活動を展開した。また、中部高原はホーチミン・ルートが通っていたため、ベトナム戦争の激戦地となった。

## 行政区分
中部高原は5省に区分される。
- ダクラク省 - バンメトート
- ダクノン省 - ザーギア
- ザライ省 - プレイク
- コントム省 - コントゥム
- ラムドン省 - ダラット

## 住民

### 民族
ジャライ族、エデ族（E De）などマレー・ポリネシア語派、バナール族、セダン族（Xo Dang）、コホ族（Co Ho）など。

### 言語
モン・クメール語族に属する言語が話されている。